# The Three Degrees
The Three Degrees är en soul- och discogrupp som bildades 1963 i Philadelphia med Fayette Pinkney, Shirley Porter och Linda Turner som medlemmar. Senare har medlemmar bytts ut. Deras musik är Philadelphia soul. Deras mest kända låt är When Will I See You Again.

## Medlemmar
Nuvarande medlemmar
- Helen Scott (1963-1966, 1976-idag)
- Valerie Holiday (1967-idag)
- Freddie Pool (2011-idag)

Tidigare medlemmar
- Fayette Pinkney (f. Fayette Regina Pinkney 10 januari 1948 i Philadelphia - d. 27 juni 2009 i Lansdale, Pennsylvania) (1963-1976)
- Linda Turner (1963)
- Shirley Porter (1963)
- Janet Harmon (1963-1967)
- Sheila Ferguson (f. Sheila Diana Ferguson 8 oktober 1947 i Philadelphia) (1966-1986)
- Sundray Tucker (f. 23 mars 1948 i Philadelphia) (1967)
- Sonia Goring (1967)
- Miquel Brown (f. Michael Brown 8 februari 1945 i Montreal, Kanada) (1986)
- Vera Brown (1986-1987)
- Rhea Harris (1987-1988)
- Victoria Wallace (1988-1989)
- Cynthia Garrison (1989-2010)

## Diskografi (urval)
Studioalbum
- 1970 - Maybe
- 1973 - The Three Degrees
- 1975 - International
- 1976 - A Toast of Love
- 1977 - Standing Up for Love
- 1978 - New Dimensions
- 1979 - 3D
- 1982 - Album of Love
- 1989 - …And Holding
- 1993 - Out of the Past, into the Future
- 1998 - Christmas with the Three Degrees
- 2009 - Undercover 2009

Singlar (topp 100 på Billboard Hot 100)
- 1965 - Gee Baby (I'm Sorry) (#80)
- 1966 - Look in My Eyes (#97)
- 1970 - Maybe (nyinspelad version) (#29)
- 1970 - I Do Take You (#48)
- 1971 - You're the One (#77	)
- 1971 - There's So Much Love All Around Me (#98)
- 1974 - TSOP (The Sound of Philadelphia) (MFSB med The Three Degrees) (#1)
- 1974 - Love Is the Message (med MFSB) (#85)
- 1974 - When Will I See You Again (#2)